# Sydsvenskt bonadsmåleri

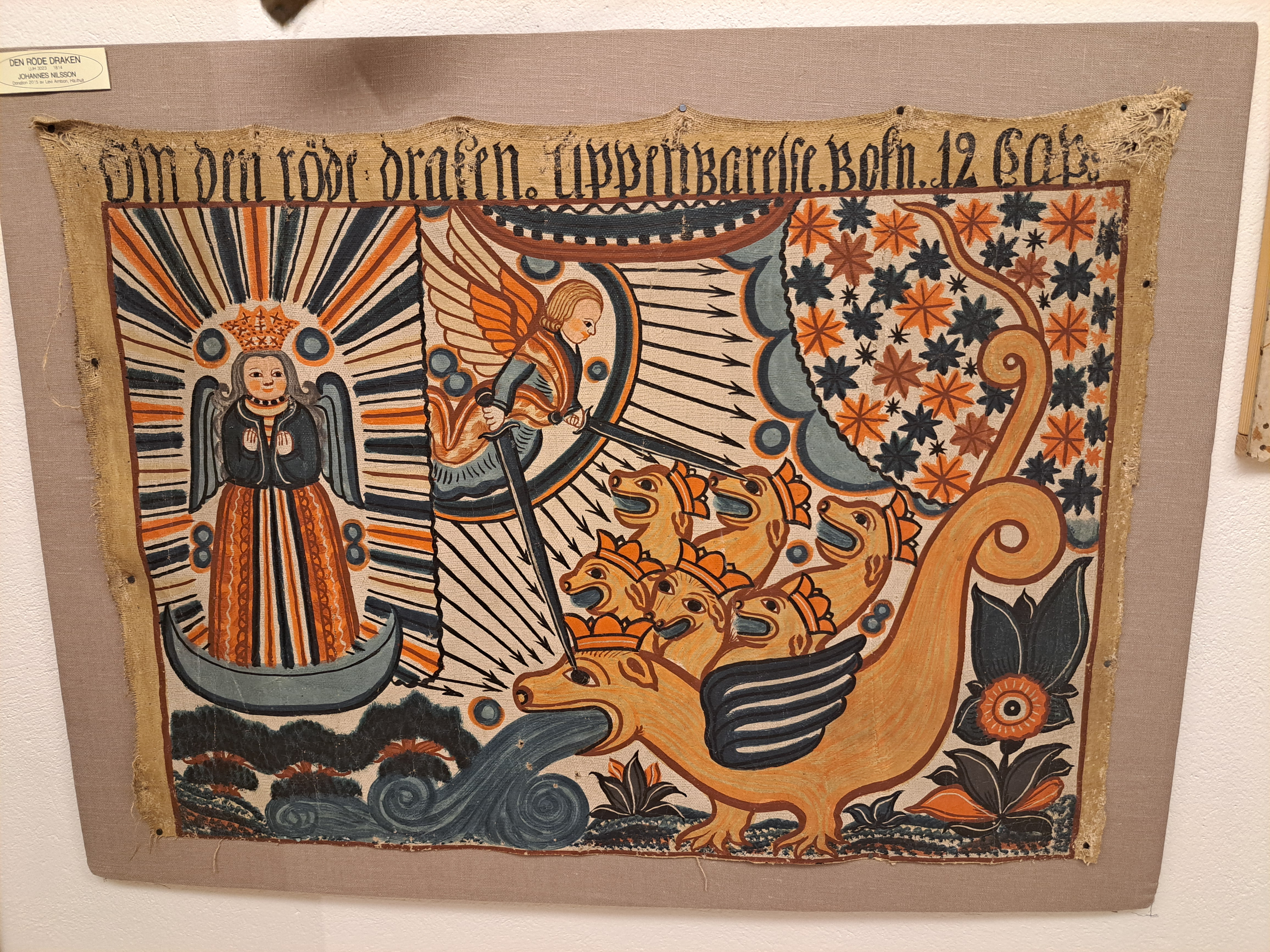
Bonad från Unnaryds bonadsmuseums samlingar.

Sydsvenskt bonadsmåleri är ett traditionellt allmogemåleri som förekommer i landets södra delar. Måleriet hade sin blomstringstid mellan 1750 och 1850.

## Beskrivning
Det sydsvenska bonadsmåleriet var det till omfattningen klart största fältet för folkligt måleri under 1700- och 1800-talen. Till skillnad från längre norrut i landet var de flesta bostäderna på den sydsvenska landsbygden ryggåsstugor, bestående av ett enda bostadsrum som ofta saknade skorsten. Det var därmed inte lämpligt att måla direkt på väggarna, då målningarna snabbt skulle förstöras av sot. I stället tog man fram dem vid speciella tillfällen.

### Teknik
Bonadsmåleriet utfördes på väv eller papper som kunde tas fram och dekorera bostaden vid större högtider. Dessa var specifikt utformade efter det väggparti som skulle draperas och förvarades hoprullade i kistor resten av året. Motiven var ofta men inte alltid bibliska och i regel försedda med till bilden förklarande textstycken. Att målningarna är signerade är ovanligt, men det är något vanligare att de är försedda med datum.

## Historia
Bonadsmåleriet tycks ha uppstått ur en äldre tradition där stugorna kläddes invändigt med lakan eller dukar under julhelgen. Bruket att klä rummen med lakan levde kvar som en begravningstradition även efter bonadsmåleriets uppgång och fall. Traditionen med bonadsmåleri tros ha uppstått före eller efter sekelskiftet 1700. De äldsta bevarade bonaderna kommer från Västbo härad och har daterats till 1714 och 1733. År 1749 beskriver både Carl von Linné och hans lärljunge Samuel Krok ett utbrett bruk av bonader med företrädesvis bibliska motiv hos de Sydsvenska bönderna.
De sista historiska bonadsmålningarna färdigställdes under 1870-talet, men då var bonadernas popularitet redan förbi. Enklare bonader hade sedan en tid varit tillgängliga även för de obesuttna, vilket minskade bonadsmåleriets exklusivitet samtidigt som färglitografier hade blivit ett lättillgängligt och attraktivt alternativ. Inför sekelskiftet 1900 hade upphängningen av de gamla bonaderna i stort sett upphört. Från slutet av 1800-talet finns flera berättelser om bonader som kastats, användes som rullgardiner eller blivit uppsatta som fasta tapeter.

## Målare och skolor
De flesta bonaderna har inga signaturer och av de som ändå har signerats så har det ofta skett med enbart initialer. Dessutom tycks initialerna likt de på möbler snarare tillhöra beställaren av måleriet än konstnären. Istället har man i den efterföljande forskningen gärna fokuserat på identifiera och avgränsa diverse lokala målarskolor.

## Måleriet som studieobjekt
Intresset för att bevara det gamla bonadsmåleriet väcktes i slutet av 1800-talet. På 1870-talet började Artur Hazelius arbetet med att samla in föremål till det blivande Nordiska museet. På lokal nivå grundades Hallands museiförening 1886 och på 1890-talet hölls de första utställningarna, till vilka bonaderna ingick som del av en komplett ryggåsstugeinredning. Nordiska museet höll sin första utställning om svenskt allmogemåleri 1911, vilket ledde till ytterligare uppmärksamhet och intresse kring kulturyttringen. Tidiga kartläggande forskningsinsatser genomfördes av etnologerna Per Gustaf Wistrand, Sigurd Erixon och Nils Strömbom.
Efter att regionmuseerna hade etablerades i Sverige uppstod med tiden idéer om deras uppdrag, inklusive anskaffandet och vårdandet av en specialsamling. I Halland fokuserade denna på sydsvenskt bonadsmåleri som efter att Hallands museum byggts klart 1933 kunde ställas ut i sin egen rätt. I slutet av 00-talet omfattade specialsamlingen ungefär 350 målningar och utökades kontinuerligt. Andra museer som förvaltar sydsvenskt bonadsmåleri är Göteborgs stadsmuseum, Helsingborgs museum, Ljungby museum, Kulturen i Lund, Nordiska Museet, Smålands museum och Länsmuseet i Varberg. På Unnaryds Bonadsmuseum förevisas hembygdsföreningens samling och det anordnas även kurser i bonadsmålning där.